# Ostrova Shhernye
Die Ostrova Shhernye (russisch Острова Шхерные Ostrowa Schchenyje, deutsch ‚Schäreninseln‘) sind eine Inselgruppe vor der Küste des ostantarktischen Enderbylands. Sie liegen in der Khmara Bay.
Russische Wissenschaftler benannten sie.